# Оругеро великий
Оруге́ро великий (Lalage melanoleuca) — вид горобцеподібних птахів родини личинкоїдових (Campephagidae). Ендемік Філіппін.

## Опис
Довжина птаха становить 21,5 см. У самців верхня частина чорна, за винятком білих смуг на крилах, нижня частиня тіла біла. У самиць верхня частина тіла сіра, нижня частина тіла біла, поцяткована темними смужками. Дзьоб чорний, очі темно-карі, лапи сірувато-чорні.

## Підвиди
Виділяють два підвиди:
- L. m. melanoleuca (Blyth, 1861) — північні Філіппіни;
- L. m. minor (Steere, 1890) — центральні і південні Філіппіни.

Деякі дослідники вважають підвид L. m. minor окремим видом Lalage minor.

## Поширення і екологія
Великі оругеро живуть у вологих рівнинних тропічних лісах Філіппін.